# Survey Map of a Paradise Lost
Survey Map of a Paradise Lost è un film del 1988 diretto da Hisayasu Satō ed è appartenente al genere pinku eiga.

## Trama
Kihara, un impiegato, è ossessionato dall'intercettare telefonate del Banana club (un locale), praticare sesso estremo con la giovane Midori (che ci lavora) e con sua moglie e filmare il tutto. Un reporter si interessa a questa faccenda e specialmente a Midori dopo che Kihara viene ritrovato morto in una camera di hotel. La soluzione del caso è su uno dei filmati del defunto.